# 카를로스 바트레스
카를로스 알베르토 바트레스 곤살레스(Carlos Alberto Batres González, 1968년 4월 2일~)는 과테말라의 축구 심판이다.
그는 1996년 1월 1일에 국제 축구 연맹으로부터 국제 심판 자격을 취득하였으며, 같은 해 10월 27일에 열린 파나마와 캐나다의 1998년 FIFA 월드컵 북중미 지역 예선 경기에서 처음으로 국제 심판으로 활동하였다.
그는 2002년 FIFA 월드컵에서 덴마크와 세네갈의 조별 예선 경기, 독일과 파라과이의 16강전 경기의 주심을 맡았으며, 2010년 FIFA 월드컵에서 알제리와 슬로베니아, 이탈리아와 뉴질랜드의 조별 예선 두 경기, 파라과이와 스페인의 8강전 경기의 주심을 맡았다. 또한 그는 2006년 FIFA 클럽 월드컵에서 인테르나시오나우와 바르셀로나의 결승전 경기의 주심을 맡기도 하였다.

## 주요 활동 경력
- 2001년 FIFA 컨페더레이션스컵: 오스트레일리아와 프랑스의 조별 예선 경기
- 2002년 FIFA 월드컵: 덴마크와 세네갈의 조별 예선 경기, 독일과 파라과이의 16강전 경기
- 2003년 FIFA 컨페더레이션스컵: 콜롬비아와 뉴질랜드의 조별 예선 경기
- FIFA 클럽 월드컵 2006: 인테르나시오나우와 바르셀로나의 결승전 경기
- 2010년 FIFA 월드컵: 알제리와 슬로베니아, 이탈리아와 뉴질랜드의 조별 예선 두 경기, 파라과이와 스페인의 8강전 경기